# Comisario europeo de Mercado Interior
El comisario de Mercado Interior es el miembro de la Comisión Europea encargado de la cartera de los asuntos relativos a la armonización y el desarrollo del más alto potencial del mercado interior de la Unión, que cuenta con casi 450 millones de habitantes. Para ello cuenta con los poderosos instrumentos que los Tratados conceden a la Unión en esta materia con el fin de garantizar la libre circulación de personas, bienes, servicios y capitales en el seno de la Unión Europea. 
El Comisario de Mercado Interior cuenta para el buen desarrollo de sus funciones con la Dirección General de Mercado Interior, Industria, Emprendimiento y PYMES (DG GROW), la Dirección General de Industria de Defensa y Espacio (DG DEFIS)  y otros organismo dependientes, como la Oficina de Propiedad Intelectual (EUIPO), situada en Alicante (España).
En la segunda Comisión Barroso, el Comisario de Mercado Interior y Servicios es el político conservador francés Michel Barnier, que previamente había ocupado el puesto de Comisario de Desarrollo Regional en la Comisión Prodi. En la Comisión Juncker (2014-2019) esta cartera la ostentaba la polaca Elżbieta Bieńkowska. Actualmente en la Comisión Von der Leyen dicha cartera la dirige el francés Thierry Breton.

## Lista de Comisarios
| Comisión                                          | Inicio                                | Fin                                   | Nombre                                | País                                  | Partido                               |
| Comisario europeo de Mercado Interior             | Comisario europeo de Mercado Interior | Comisario europeo de Mercado Interior | Comisario europeo de Mercado Interior | Comisario europeo de Mercado Interior | Comisario europeo de Mercado Interior |
| Hallstein I                                       |                                       |                                       |                                       |                                       |                                       |
| ------------------------------------------------- | ------------------------------------- | ------------------------------------- | ------------------------------------- | ------------------------------------- | ------------------------------------- |
| Hallstein I                                       | 7 de enero de 1958                    | 15 de septiembre de 1959              | Piero Malvestiti                      | Italia                                | DC                                    |
| Hallstein I                                       | 24 de noviembre de 1959               | 9 de enero de 1962                    | Giuseppe Caron                        | Italia                                | DC                                    |
| Hallstein II                                      |                                       |                                       |                                       |                                       |                                       |
| 10 de enero de 1962                               | 15 de mayo de 1963                    | Giuseppe Caron                        | Italia                                | DC                                    |                                       |
| 30 de julio de 1964                               | 30 de junio de 1967                   | Guido Colonna di Paliano              | Italia                                | ind.                                  |                                       |
| Rey                                               |                                       |                                       |                                       |                                       |                                       |
| 2 de julio de 1967                                | 30 de junio de 1970                   | Hans Groeben                          | Alemania                              | cap                                   |                                       |
| Malfatti                                          |                                       |                                       |                                       |                                       |                                       |
| 1 de julio de 1970                                | 21 de marzo de 1972                   | Wilhelm Haferkamp                     | Alemania                              | ind.                                  |                                       |
| Mansholt                                          |                                       |                                       |                                       |                                       |                                       |
| 22 de marzo de 1972                               | 5 de enero de 1973                    | Wilhelm Haferkamp                     | Alemania                              | ind.                                  |                                       |
| Ortoli                                            |                                       |                                       |                                       |                                       |                                       |
| 6 de enero de 1973                                | 5 de enero de 1977                    | Finn Olav Gundelach                   | Dinamarca                             | ind.                                  |                                       |
| Jenkins                                           |                                       |                                       |                                       |                                       |                                       |
| 6 de enero de 1977                                | 5 de enero de 1981                    | Étienne Davignon                      | Bélgica                               | ind.                                  |                                       |
| Thorn                                             |                                       |                                       |                                       |                                       |                                       |
| 6 de enero de 1981                                | 5 de enero de 1985                    | Karl-Heinz Narjes                     | Alemania                              | ind.                                  |                                       |
| Comisario europeo de Mercado Interior y Servicios |                                       |                                       |                                       |                                       |                                       |
| Delors I                                          |                                       |                                       |                                       |                                       |                                       |
| 6 de enero de 1985                                | 5 de enero de 1989                    | Arthur Francis Cockfield              | Reino Unido                           | Con.                                  |                                       |
| Delors II                                         |                                       |                                       |                                       |                                       |                                       |
| 6 de enero de 1989                                | 5 de enero de 1993                    | Martin Bangemann                      | Alemania                              | FDP                                   |                                       |
| Delors III                                        |                                       |                                       |                                       |                                       |                                       |
| 6 de enero de 1993                                | 22 de enero de 1995                   | Martin Bangemann                      | Alemania                              | FDP                                   |                                       |
| 6 de enero de 1993                                | 22 de enero de 1995                   | Raniero Vanni d'Archirafi             | Italia                                | ind.                                  |                                       |
| Santer                                            |                                       |                                       |                                       |                                       |                                       |
| 23 de enero de 1995                               | 15 de marzo de 1999                   | Mario Monti                           | Italia                                | ind.                                  |                                       |
| Marín                                             |                                       |                                       |                                       |                                       |                                       |
| 16 de marzo de 1999                               | 15 de septiembre de 1999              | Mario Monti                           | Italia                                | ind.                                  |                                       |
| Prodi                                             |                                       |                                       |                                       |                                       |                                       |
| 16 de septiembre de 1999                          | 21 de noviembre de 2004               | Frits Bolkestein                      | Países Bajos                          | VVD                                   |                                       |
| Barroso I                                         |                                       |                                       |                                       |                                       |                                       |
| 22 de noviembre de 2004                           | 9 de febrero de 2010                  | Charlie McCreevy                      | Irlanda                               | FF                                    |                                       |
| Barroso II                                        |                                       |                                       |                                       |                                       |                                       |
| 9 de febrero de 2010                              | 1 de noviembre de 2014                | Michel Barnier                        | Francia                               | UMP                                   |                                       |
| Juncker                                           |                                       |                                       |                                       |                                       |                                       |
| 1 de noviembre de 2014                            | 16 de septiembre de 2024              | Elżbieta Bieńkowska                   | Polonia                               | PO                                    |                                       |

Leyenda:   [         ] Izquierda / ideología socialista - [         ] liberal - [         ] Derecha / ideología conservadora